# Vaissís
Vaissís (en francès Vaychis) és un municipi francès del departament de l'Arieja i la regió d'Occitània.